# Heinrich Seeliger
Heinrich Seeliger (* 14. Dezember 1907 in Löbau; † 7. Mai 1995) war ein deutscher Offizier der Reichswehr, Wehrmacht und Bundeswehr, zuletzt im Dienstgrad eines Brigadegenerals, und leitete von 1964 bis 1967 den Militärischen Abschirmdienst (MAD).

## Leben
Seeliger trat 1927 in die Reichswehr ein, wo er zunächst zum Seeoffizier ausgebildet wurde. Im Jahr 1933 wechselte er jedoch zur neuen Luftwaffe und wurde am 5. Juli 1940 als Major Gruppenkommandeur der III. Gruppe des Jagdgeschwaders 77. Im zweiten Kriegsjahr durchlief er die Ausbildung zum Generalstabsoffizier. Zum Ende des Zweiten Weltkrieges geriet Seeliger in amerikanische Kriegsgefangenschaft. Nach seiner Entlassung war er bis 1956 in der Privatwirtschaft tätig, zuletzt als Verkaufsleiter einer britischen Fluggesellschaft in Hamburg. 
Im März 1956 wurde Seeliger im Dienstgrad Oberstleutnant in die Bundeswehr übernommen. Aufgrund seiner Fremdsprachenkenntnisse setzte man ihn im Militärattachéwesen ein. 1964 wurde er als Nachfolger von Josef Selmayr zweiter Amtschef des Amtes für Sicherheit der Bundeswehr (ASBw), der Zentrale des MAD. Am 30. Juli des Jahres nahm die Bundesregierung den Vorschlag zur Ernennung Seeligers zum Brigadegeneral zustimmend zur Kenntnis. Im Jahr 1967 übergab Seeliger das Amt an seinen Nachfolger, Armin Eck, und trat in den Ruhestand. 1967 wurde ihm das Große Verdienstkreuz des Verdienstordens der Bundesrepublik Deutschland verliehen.
Im Verteidigungsfall war die Eingliederung des MAD in den BND vorgesehen. Der MAD hätte zusammen mit der Gegenspionage des BND und der Abteilung Sicherheit des BND in der Kriegsgliederung des BND die neue Abteilung III gebildet, deren Leiter laut einer Planung von 1965 Seeliger geworden wäre.